# Дудник лесной
Ду́дник лесно́й, или Дягиль лесной (лат. Angélica sylveśtris) — вид растений рода Дудник (Angelica) семейства Зонтичные (Umbelliferae).

## Ботаническое описание

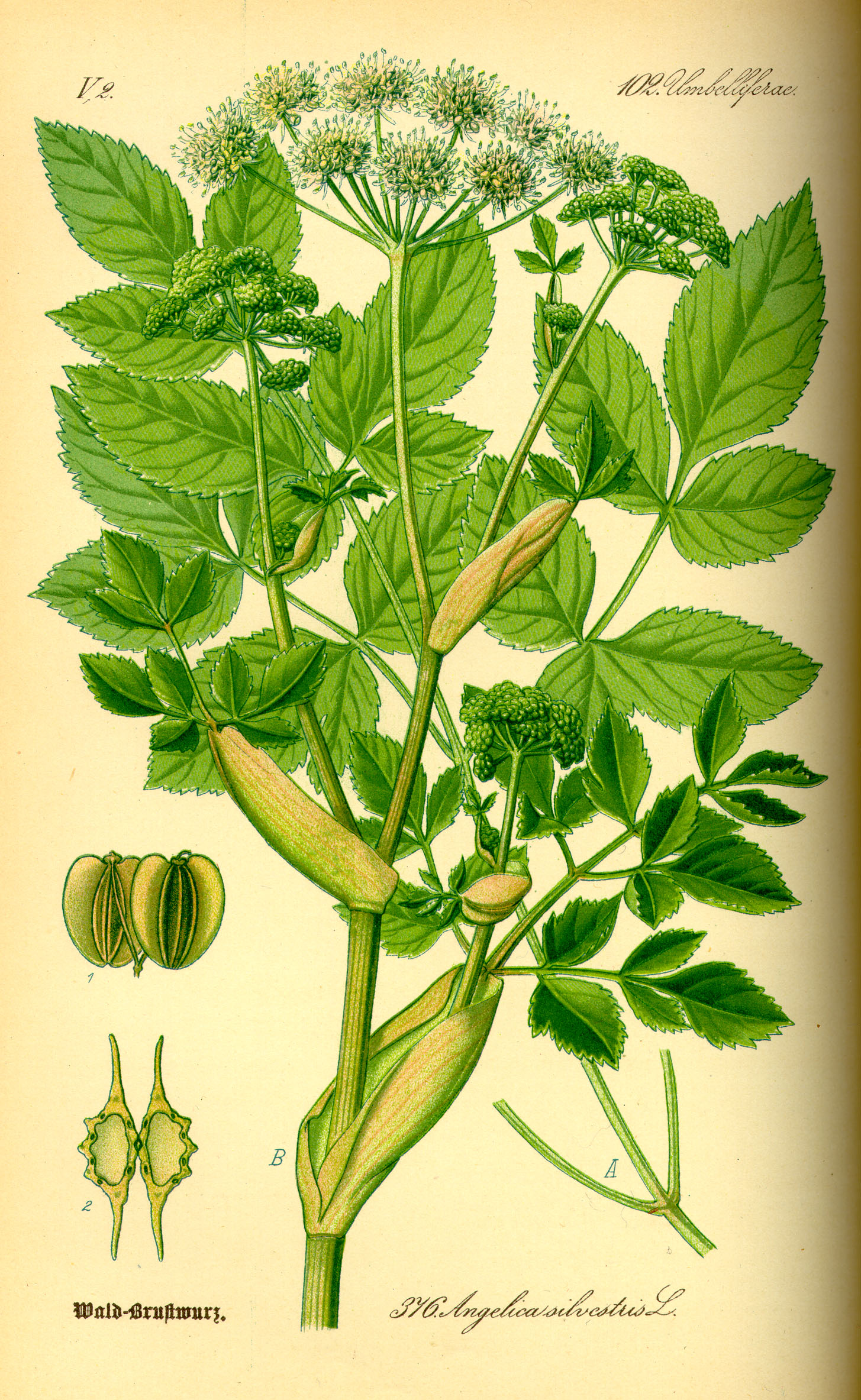
Дудник лесной.

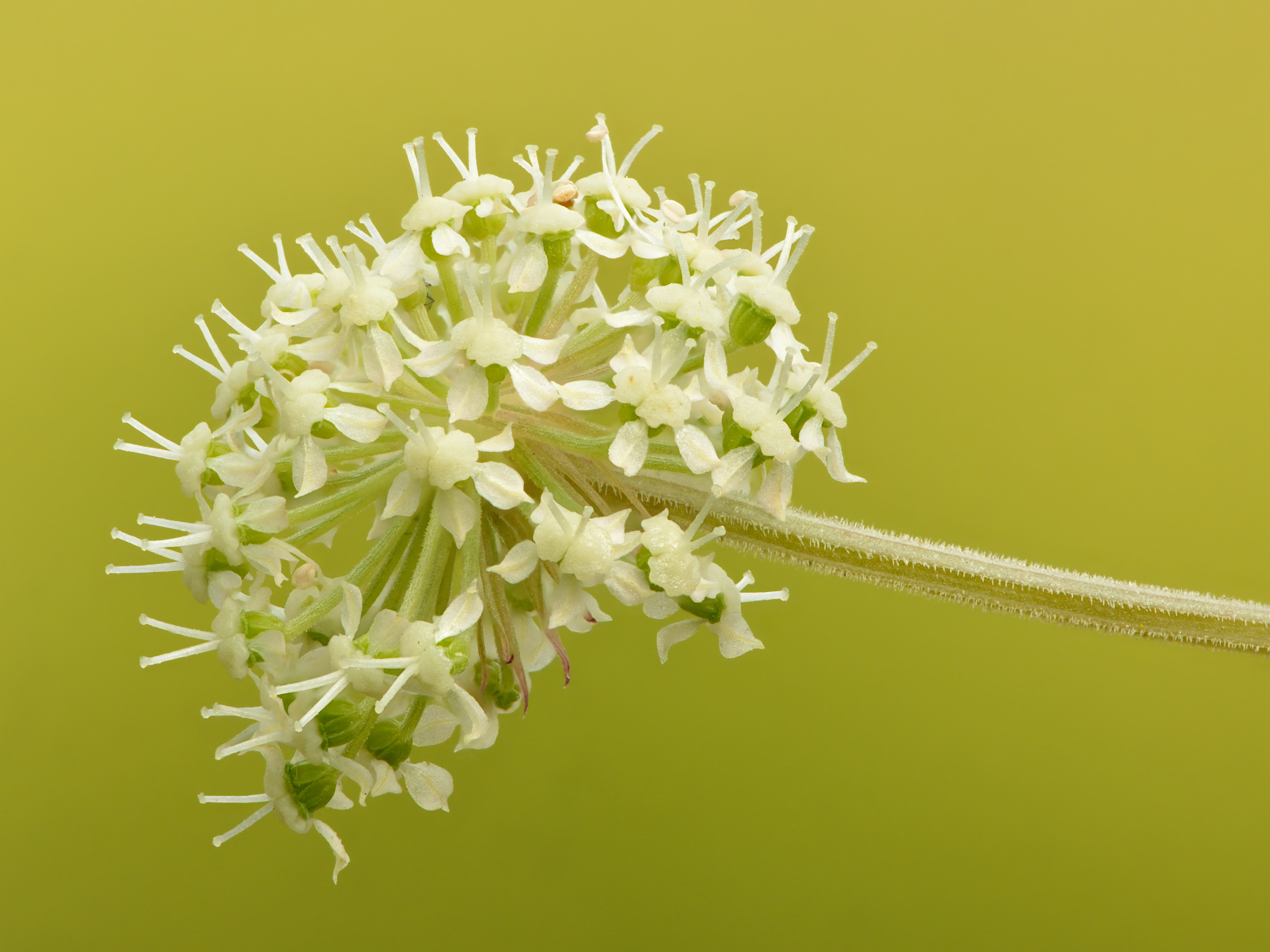
Соцветие

Многолетнее или двулетнее растение высотой 50—250 см с коническим толстым корнем.
Стебель полый («дудчатый»), толщиной до 2,5 см, с сизоватым налётом, вверху разветвлённый и несколько ребристый, под самым соцветием коротко опушённый.
Листья дважды или трижды перисто-рассечённые, с продолговатыми яйцевидными или ланцетными острозубчатыми сегментами: нижние листья — с длинными черешками, верхние — сидячие, с сильно вздутыми влагалищами.
Цветки белые, собраны в большие зонтики с многочисленными лучами, лучи и цветоножки мучнисто-опушённые; обёртки нет или она из немногих рано опадающих листочков; обёрточки многолистные.
Плоды овальные или эллиптические, у основания глубоко сердцевидные, с каймой.
Цветёт с середины лета до осени. Плоды созревают в августе—сентябре.

## Распространение и экология
Произрастает на всей территории Европы, в России и Турции
Растёт на влажных лугах, среди кустарников, в лесах, по берегам рек и прудов.

## Растительное сырьё
В растении обнаружены соли кальция (1,6 %), фосфора (0,35 %), белок (до 12 %), жиры (7,5 %), клетчатка (до 20 %). В листьях содержится более 0,9 % аскорбиновой кислоты.

## Значение и применение
Душистая трава используется как приправа к первым и вторым блюдам, салатам, солениям, маринадам. Молодые побеги употребляют в пищу, их варят в сахаре или едят сырыми, готовят салаты. Молодые стебли и черешки листьев очищают от кожицы и засахаривают, готовят вкусные ароматные цукаты для украшения тортов и пирожных. Корни используют для ароматизации напитков.
В молодом состоянии поедается скотом, позже плохо из-за огрубения. В сене поедается плохо. Растение пригодно для силосования. Поедается европейским лосём (Alces alces Linnaeus).
Медоносное растение. В условиях Кемеровской области по наблюдениям один гектар при максимальном загущении может выделить 350 кг мёда (280 кг сахара). Ежедневный привес контрольного пчелиного улья во время цветения доходил в отдельные годы до 9 кг, а сбор мёда — до 80—90 кг на пчелиную семью. Мёд светлый, обладает приятным вкусом, поставлялся к царскому столу.
Фуранокумарин ангесин выделенный из семян оказывает сосудорасширяющее и спазмолитическое действие.
В народной медицине корень и семена применяли внутрь при цинге, мигрени, бессоннице, как отхаркивающее, успокаивающее и мочегонное, при поносе и запорах; наружно — при подагре, ревматизме, в виде растираний, ароматических ванн.

## Классификация

### Таксономия
Вид Дудник лесной входит в род Дудник (Angelica) семейства Зонтичные (Apiaceae) порядка Зонтикоцветные (Apiales).
|  |                                      |  |                                                             |                                                             |                     |  | ещё 8 семейств (согласно Системе APG II) | ещё 8 семейств (согласно Системе APG II) |                     |  |  |  | около 60 видов |
|  |                                      |  |                                                             |                                                             |                     |  | ещё 8 семейств (согласно Системе APG II) | ещё 8 семейств (согласно Системе APG II) |                     |  |  |  | около 60 видов |
|  |                                      |  |                                                             | порядок Зонтикоцветные                                      |                     |  |                                          |                                          | род Дудник          |  |  |  |                |
|  |                                      |  |                                                             | порядок Зонтикоцветные                                      |                     |  |                                          |                                          | род Дудник          |  |  |  |                |
|  | отдел Цветковые, или Покрытосеменные |  |                                                             |                                                             | семейство Зонтичные |  |                                          |                                          | вид Дудник лесной   |  |  |  |                |
|  | отдел Цветковые, или Покрытосеменные |  |                                                             |                                                             | семейство Зонтичные |  |                                          |                                          |                     |  |  |  |                |
|  |                                      |  | ещё 44 порядка цветковых растений (согласно Системе APG II) | ещё 44 порядка цветковых растений (согласно Системе APG II) |                     |  |                                          | ещё более 300 родов                      | ещё более 300 родов |  |  |  |                |
|  |                                      |  |                                                             | ещё 44 порядка цветковых растений (согласно Системе APG II) |                     |  |                                          |                                          | ещё более 300 родов |  |  |  |                |